# محموديه (مقاطعة فراهان)
محموديه (بالفارسية: محمودیه) هي قرية تقع في مركزي في إيران. يقدر عدد سكانها بـ 14 نسمة .